# Azevia (doce)
Azevia é um doce frito típico de Portugal, originário do Alentejo e Algarve, onde é tradicionalmente servido na época do Natal e Carnaval.
O doce recebeu o mesmo nome de um peixe também comum na região, que tem um formato igualmente chato e alongado como são moldados estes pasteis. A massa em si é uma variação de uma massa tenra que recebe um recheio de grão-de-bico, abóbora, feijão ou batata-doce e é frita em óleo, sendo depois polvilhada com açúcar e canela.
O recheio de grãos pode ser uma herança da tragemata romana, relatada por Apício